# Gare de Kishiwada
La gare de Kishiwada (岸和田駅, Kishiwada-eki) est une gare ferroviaire de la ville de Kishiwada, dans la préfecture d'Osaka au Japon. Elle est exploitée par la compagnie Nankai.

## Situation ferroviaire
La gare de Kishiwada est située au point kilométrique (PK) 9,8 de la ligne principale Nankai.

## Histoire
La gare a été inaugurée le 1er octobre 1897.

## Service des voyageurs

### Accueil
La gare dispose d'un bâtiment voyageurs ouvert tous les jours, avec des guichets et des automates pour l'achat de titres de transport.

### Desserte
- Ligne principale Nankai :
  - voies 1 et 2 : direction Wakayamashi et Aéroport du Kansai
  - voies 3 et 4 : direction Sakai et Namba

## À proximité
- Château de Kishiwada